# أندي هوستون
أندي هوستون (بالإنجليزية: Andy Houston)‏ هو سائق سباق أمريكي، ولد في 7 نوفمبر 1970 في هيكري في الولايات المتحدة.

## وصلات خارجية
- أندي هوستون على موقع Racing-Reference.info (الإنجليزية)